# بنجامین سی. بردلی
بنجامین کراونینشیلد "بن" بردلی (انگلیسی: Benjamin Crowninshield "Ben" Bradlee; زاده ۲۶ اوت ۱۹۲۱ – درگذشته ۲۱ اکتبر ۲۰۱۴) یک روزنامه‌نگار اهل ایالات متحده آمریکا و سردبیر بلندپرواز روزنامه آمریکایی واشینگتن پست بود.
وی همچنین برنده جوایزی همچون نشان افتخار آزادی رئیس‌جمهوری شده‌است.

## زندگی‌نامه
بنیامین کراونینشیلد برادلی در ۲۶ اوت ۱۹۲۱ در یک خانواده «اشرافی» در شهر بوستون متولد شد. وی در دانشگاه هاروارد تحصیل و در زمان جنگ جهانی دوم به عنوان ملوان ناوشکن در اقیانوس آرام خدمت کرد، او در خاطرات خود آورده است در مدت خدمتش در نیروی دریایی آمریکا در دو دوره یک ساله از همسر خود دور بوده‌است.
برادلی در سال ۱۹۴۶ کار روزنامه‌نگاری خود را در یک روزنامه نیوهمپشایر آغاز کرد و در سال ۱۹۴۸ به عنوان گزارشگر جنایی در واشینگتن پست مشغول به کار شد.
وی سپس به عنوان وابسته مطبوعاتی سفارت آمریکا در پاریس، کار در واشینگتن پست را رها کرد و بعد خبرنگار نیوزویک در پاریس و سپس رئیس دفتر آن در واشینگتن شد.
او با بازگشت به واشینگتن پست، در سال ۱۹۶۵ به عنوان مدیر اجرایی آن انتخاب شد و در سال ۱۹۶۸ نیز سردبیرکل روزنامه شد که تا سال ۱۹۹۱ این سمت را در اختیار داشت.
بن برادلی از دوستان نزدیک جان اف کندی، رئیس‌جمهوری ترور شده آمریکا در سال ۱۹۶۳ بود. وی زمانی که خبرنگار نیوزویک بود در همسایگی رئیس‌جمهوری آمریکا در جورج‌تاون زندگی می‌کرد.
در دوران سردبیری برادلی، روزنامه واشینگتن پست اعضای تحریریه خود را به ۶۰۰ نفر افزایش داد و بودجه آن نیز از سه میلیون دلار به ۶۰ میلیون دلار افزایش یافت. تیراژ آن هم از ۴۴۶ هزار نسخه به ۸۰۲ هزار نسخه افزایش یافت.
برادلی که از سال ۱۹۶۸ تا ۱۹۹۱ سردبیری واشینگتن پست را به عهده داشت یکی از چهره‌های مطرح و بخشی از تاریخ روزنامه‌نگاری محسوب می‌شود که این روزنامه را از یک نشریه صبح معمولی به روزنامه‌ای صاحب سبک و قابل احترام در ایالات متحده آمریکا تبدیل کرد.
وی با هدایت باب وودوارد و کارل برنستین، گزارشگران جوان واشینگتن پست، در سال ۱۹۷۲ قضیه دستبرد زدن به ساختمان حزب دمکرات در دفتر واترگیت را پیگیری کرد که به اتفاقی بزرگ در تاریخ آمریکا منجر شد و از مدارس روزنامه‌نگاری گرفته تا هالیوود مورد ستایش قرار گرفت.
بن برادلی، که در زمان سردبیری وی در دهه ۱۹۷۰ باعث استعفای ریچارد نیکسون، رئیس‌جمهوری آمریکا، شد. روزنامه واشینگتن پست به دلیل پوشش اخبار رسوایی واترگیت که در اوت ۱۹۷۴ و پس از تهدید کنگره به استیضاح نیکسون باعث کناره‌گیری او از مقام ریاست جمهوری شد، جایزه پولیتزر را دریافت کرد.
برادلی با اجازه دادن به وودوارد و برنشتاین برای دنبال کردن این موضوع و پوشش وسیع آن، استناد کردن آنها به منبعی ناشناس به نام «حنجره قوی» را مورد تأیید قرار داد، و در یک دوره ۲۸ ماهه حدود ۴۰۰ مقاله در این زمینه به چاپ رساند.
زمانی که قضیه دستبرد به دفتر واترگیت رخ داد و کاخ سفید این موضوع را مسئله‌ای بی‌ارزش دانست، برادلی نسبت به جستجوهای وودوارد و برنشتاین شک کرد. اما بعد حس کرد که آن‌ها به کشف بزرگی رسیده‌اند و آن هم اینکه، عوامل دستبرد به این دفتر از کارمندان کمیته تلاش برای انتخاب مجدد ریچارد نیکسون هستند.
برادلی در سال ۱۹۷۵ کتابی با نام «گفتگوهایی با کندی» منتشر کرد.
وودوارد، برنشتاین و برادلی تنها افراد درون واشینگتن پست بودند که از هویت «حنجره عمیق» (Deep Throat) اطلاع داشتند، منبعی که در سلسله دیدارهای مخفی با دو خبرنگار واشینگتن پست، اطلاعات دست اولی از لاپوشانی کاخ سفید در رسوایی واترگیت فاش کرد.
مارک فلت، مرد شماره دو پلیس فدرال آمریکا (اف‌بی‌آی)، در سال ۲۰۰۵ اعلام کرد که وی مرد «حنجره عمیق» بوده‌است، ولی برادلی گفت که او تا زمان استعفای ریچارد نیسکون در مورد هویت منبع‌شان از خبرنگاران خود چیزی نپرسیده بود.
رویترز می‌نویسد مقالات واشینگتن پست همراه با کتابی که در این زمینه منتشر شد و فیلم «همه مردان رئیس‌جمهوری» دربارهٔ پوشش خبری این روزنامه در رسوایی واترگیت، الهام‌بخش بسیاری از روزنامه‌نگاران تحقیقی شد.

برادلی زمانی به نشریه «امریکن ژورنالیسم ریویو» گفته بود:
«به نظرم بزرگ‌ترین درس واترگیت احتمالاً بالارفتن کیفیت واشینگتن پست بود. واقعیت این است که ما بر پنجه پا ایستاده و روی اسب درستی شرط‌بندی کردیم. به نظرم این فوق‌العاده‌ترین درس برای ناشران نیز بود».
نگران کردن روسای جمهوری آمریکا از خصوصیات برادلی بود. واشینگتن پست به رغم فشارهای زیادی که روی آن بود در سال ۱۹۷۲ همراه با روزنامه نیویورک تایمز، جنجال مربوط به «اسناد پنتاگون» را پیگیری کرد که مربوط به اطلاعات نشت یافته از تصمیم‌های مخفی حکومت آمریکا در جنگ ویتنام بود.
این روزنامه همچنین قضیه ایران-کونترا که مربوط به معامله مخفیانه تسلیحاتی آمریکا با ایران بود را پوشش داد که تبعات زیادی برای دولت رونالد ریگان به همراه داشت.
باب وودوارد یک بار از برادلی به نام کرک داگلاسِ «فرمانده زیردریایی» یاد کرد. کارل برنشتاین نیز در گفتگو با «سی‌ان‌ان»، او را «چهره‌ای برجسته و درخشان» توصیف کرده‌است.
باراک اوباما، رئیس‌جمهوری آمریکا، در نوامبر ۲۰۱۳ «نشان افتخار آزادی رئیس‌جمهوری» به برادلی اعطاء کرد که بالاترین افتخار شهروندی در ایالات متحده است.
وی سه بار ازدواج کرد و صاحب چهار فرزند بود.
او که چندین سال بود دچار بیماری آلزایمر شده بود پیش از مرگش در خانه سالمندان تحت مراقبت قرار گرفته بود و روز سه شنبه ۲۱ اکتبر ۲۰۱۴ در سن ۹۳ سالگی در خانه‌اش در واشینگتن و به مرگ طبیعی درگذشت.
بردلی مؤلف کتابی به نام زندگی ما روزنامه‌نگاران است که به زبان فارسی نیز ترجمه شده‌است.
در فیلم The Post, در مورد جنجال انتشار اسناد وزارت دفاع آمریکا توسط واشینگتن پست، تام هنکس نقش بنجامین بردلی را بازی کرده‌است.